# Аммонс, Элиас Милтон
Элиас Милтон Аммонс (англ. Elias Milton Ammons; 28 июля 1860, округ Мейкон, Северная Каролина — 20 мая 1925, Денвер) — американский политик, 11-й губернатор Колорадо.

## Биография
Элиас Аммонс родился 28 июля 1860 года в округе Мейкон, штат Северная Каролина. В 1871 году он вместе с семьей переехал в Колорадо, где в 1880 году окончил школу East Denver High School, после чего перебивался случайными заработками. Аммонс переболел тяжёлой формой кори, из-за чего у него ухудшилось зрение. Поэтому он был вынужден бросить работу в газете и заняться торговлей крупным рогатым скотом.
Аммонс оказал большое влияние на организацию ежегодной Национальной животноводческой и коневодческой выставки и учреждение Ассоциации животноводов и коневодов Колорадо. Он занимал должность вице-президента Совета по сельскому хозяйству, был секретарём окружного суда округа Дуглас в 1890 году, а также помог в организации Первого Национального банка Литлтона.
В 1890—1896 годах Аммонс был членом Палаты представителей Колорадо от Республиканской партии, а с 1894 по 1896 год был её спикером. Затем он был избран в Сенат штата от Демократической партии, где служил с 1898 по 1902 год. В 1904 и 1906 годах Аммонс неудачно баллотировался на должность вице-губернатора штата.
5 ноября 1912 года Аммонс был избран 19-м губернатором Колорадо, и 14 января 1913 года был приведён к присяге. Он покинул свой пост 12 января 1915 года, и ушёл с государственной службы.
Аммонс был женат на Элизабет Флеминг, у них было трое детей. Он умер 20 мая 1925 года, и был похоронен на кладбище Фэрмаунт в Денвере.